# Sophie Skelton
Sophie Skelton (Woodford, 7 marzo 1994) è un'attrice britannica.

## Biografia
Sophie Skelton è nata e cresciuta a Woodford, Greater Manchester, in Inghilterra. È la figlia di un imprenditore inventore di giocattoli.
Inizia a danzare all'età di tre anni, partecipando anche alla Royal Academy, prima di passare ai musical a teatro e ai film.
Il suo primo ruolo in televisione è nella seconda stagione della serie britannica sul crimine DCI Banks nel 2012.
Nel 2013 recita il ruolo di Esme Vasquez-Jones nella serie The Dumping Ground della CBBC.
Il suo primo ruolo in un lungometraggio è nel 2014 in The War I Knew.
Il suo primo ruolo da protagonista, è stato nel 2016 nel corto fantasy-horror Blackbird, di Charlotte Stente Nielsen.
Nel 2016 ottiene anche la parte che la rende celebre come Brianna Randall Fraser, nella serie televisiva Outlander di Starz.
Questo ruolo, insieme a quello dell'attore scozzese Richard Rankin come Roger Mackenzie, è ricorrente ed entra a far parte del cast principale dalla quarta stagione in poi.
Nel 2017, la Skelton interpreta il ruolo di Jess nel film di Christopher Menual, Another Mother's Son, la vera storia di Louisa Gould, una vedova che visse nel Jersey occupato dai nazisti durante la Seconda guerra mondiale.
Da allora ha recitato accanto a Nicolas Cage nel film 211 - Rapina in corso del 2018, basato sulla vera storia della Sparatoria di North Hollywood del 1997; nello stesso anno ha anche interpretato la protagonista di Day of the Dead: Bloodline, il secondo remake del film del 1985 Il giorno degli zombi di George A. Romero.

## Filmografia

### Cinema
- The War I Knew, regia di Ian Vernon (2014)
- Blackbird, regia di Charlotte Stente Nielsen – cortometraggio (2016)
- Another Mother's Son, regia di Christopher Menaul (2017)
- 211 - Rapina in corso (211), regia di York Shackleton (2018)
- Day of the Dead: Bloodline, regia di Hèctor Hernández Vicens (2018)

### Televisione
- DCI Banks – serie TV, episodi 2x05, 2x06 (2012)
- The Dumping Ground – serie TV, episodio 1x12 (2013)
- Waterloo Road – serie TV, episodio 9x07 (2013)
- Doctors – soap opera, puntate 15x13, 16x161 (2013, 2015)
- Foyle's War – serie TV, episodio 9x02 (2015)
- So Awkward – serie TV, episodi 1x01, 1x11, 1x13 (2015)
- Casualty – serie TV, episodio 29x42 (2015)
- Ren: The Girl with the Mark – serie TV, 5 episodi (2016)
- Outlander – serie TV (2016-in corso)
- Castlevania: Nocturne – serie animata (2023-) – voce

## Doppiatrici italiane
Nelle versioni in italiano delle opere in cui ha recitato, Sophie Skelton è stata doppiata da:
- Benedetta Ponticelli in Outlander
- Valentina Favazza in 211 - Rapina in corso
- Valentina Perrella in Stalker

Da doppiatrice è sostituita da:
- Stefania De Peppe in Castlevania: Nocturne